# Красный Ясыл
Кра́сный Ясы́л  (русское Красный, как символ коммунистического прошлого, и тюркское Ясыл (jasıl, жасыл, есыл) — буквально переводится как "зелёный") — село в Ординском районе Пермского края России. 
Административный центр Красноясыльского сельского поселения. В одно время имел название село Покровское.
Знаменито своими мастерами и камнерезным заводом. Селенит — или «лунный камень» это один из редчайших минералов мира (распространены на Урале, в Африке, Канаде). Он очень красив своей прозрачностью. Селенитовые изделия известны по всему миру.

## Население
| 2010 |
| ---- |
| 737  |